# Пенчжоу
Пенчжоу (кит. спр. 彭州市, піньїнь: Péngzhōu Shì) — місто-повіт у центральнокитайській провінції Сичуань, складова міста Ченду.

## Географія
Пенчжоу розташовується у центрі Сичуані, лежить на схід від пасма Гендуаншань.

### Клімат
Місто знаходиться у зоні, котра характеризується вологим субтропічним кліматом. Найтепліший місяць — липень із середньою температурою 25.7 °C (78.3 °F). Найхолодніший місяць — січень, із середньою температурою 5.9 °С (42.6 °F).
| Клімат Пенчжоу          | Клімат Пенчжоу | Клімат Пенчжоу | Клімат Пенчжоу | Клімат Пенчжоу | Клімат Пенчжоу | Клімат Пенчжоу | Клімат Пенчжоу | Клімат Пенчжоу | Клімат Пенчжоу | Клімат Пенчжоу | Клімат Пенчжоу | Клімат Пенчжоу | Клімат Пенчжоу |
| Показник                | Січ.           | Лют.           | Бер.           | Квіт.          | Трав.          | Черв.          | Лип.           | Серп.          | Вер.           | Жовт.          | Лист.          | Груд.          | Рік            |
| Середня температура, °C | 5,9            | 7,6            | 12,1           | 17,1           | 21,5           | 23,9           | 25,7           | 25,5           | 21,6           | 17,4           | 12,2           | 7,3            | 16,5           |
| Норма опадів, мм        | 9              | 13.3           | 26.2           | 54.6           | 91.5           | 113.4          | 235.7          | 231.6          | 145.3          | 52             | 21.8           | 6.8            | 1001.2         |
| Днів з опадами          | 8              | 7,9            | 10,5           | 13,5           | 15,7           | 16,5           | 17             | 15,7           | 17,2           | 16,2           | 9,5            | 7,1            | 154,8          |
| Вологість повітря, %    | 75.1           | 73.5           | 71.2           | 70.8           | 70.8           | 76.2           | 80.3           | 78.7           | 80.5           | 80.4           | 78.6           | 78.2           | 76.2           |
| ----------------------- | -------------- | -------------- | -------------- | -------------- | -------------- | -------------- | -------------- | -------------- | -------------- | -------------- | -------------- | -------------- | -------------- |
| Джерело: Weatherbase    |                |                |                |                |                |                |                |                |                |                |                |                |                |